# フリッガ (キャラクター)
フリッガ（Frigga）は、マーベル・コミックが発行するアメリカン・コミックスに登場する架空のキャラクターである。

## 発行履歴
フリッガは、スタン・リーとロバート・バーンスタイン、ジョー・シノットに創造され、1963年5月に 『Journey into Mystery』第92号でデビューした。
その後、『Thor Annual』第10号（1982年）、『ソー』第344号（1984年6月）、『Marvel Graphic Novel』第15号（『The Raven Banner』）（1985年）、『Journey into Mystery』第504〜505号（1996年12月〜1997年1月）・第512〜513号（1997年9月〜10月）、『ソー』第26号（2000年8月）、『ロキ』第3号（2004年1月）、『en:Thor: Son of Asgard Thor: Son of Asgard』第7&9号（2004年8月～10月）、『The Official Handbook of the Marvel Universe Deluxe Edition』第1号の『Asgardians』の項目の一部にも登場した。

## キャラクター経歴
フリッガは、“アスガルド”と同国の神々の女王であるアスガーディアンで、オーディンの妻であり、ソーの継母、バルダーの実母、ロキの養母でもある。また、アース神族である夫とは対照的に、ヴァン神族の女神とされることもある。火の悪魔スルトがすべての既知の領域を脅かしたとき、フリッガはアスガルドの子どもたちの後見を任された。彼らはアスガルドの荒野の奥深くにある“ホステル”に隠れた。オーディンとスルトが姿を消した後、フリッガはアスガルド全土が新たな支配者を選ぶ“アルシング”を開催し、その結果、バルダーが新たな支配者として選ばれた。
さらに、フリッガは“セレスティアルズ”の見習いである“ヤング・ゴッズ”の居住地と訓練を監督していた。そして“ラグナロク”においてフリッガは、他のアスガルド人と同じ運命を辿ったと考えられている。
『The War of the Realms』においてフリッガはマレキスによる九つの世界への侵攻に対抗する手助けをした。

## MCU版
『マーベル・シネマティック・ユニバース』（MCU）では、レネ・ルッソが演じた。日本語吹替は滝沢久美子が担当。
本項は、“アース616”（正史の宇宙）におけるフリッガを主軸として表記する。

### キャラクター像
北欧神話の女神“フリッグ”のモデルである、“アスガルド”の王妃。夫のオーディンと共に、実子のソーと養子のロキを分け隔てなく育てた良妻賢母で、熟練した魔女でもあり、有事の際に必要とあらば自らも優れた剣術と魔法を披露して戦う実力者である。

### 『ホワット・イフ...?』版
声 - ジョゼッテ・イールズ
“アース72124”に存在するフリッガの“変異体”。ほぼ正史のフリッガと同様のキャラクター像である。

### 能力
増殖の術
動作や発声もできる自身及び他者の姿を投影する魔法。

### 各作品における描写
『マイティ・ソー』
本作でMCU初登場。ヨトゥンヘイム襲撃の件で、オーディンがソーを追放した行為に一度は難色を示すが、眠りについたオーディンを見守っていた時には、ソーの帰還に反対するロキにオーディンの行為は意味があると理解を示していた。
ラウフェイらがアスガルドの宮殿に乗り込んできた際には、応戦するが突き飛ばされてしまい、オーディンを救ったロキの悪行を帰還したソーから伝えられ驚いた。
物語ラストの祝宴会では、ソーの帰還を歓迎した傍で、消息不明となったロキを偲ぶ。
『マイティ・ソー/ダーク・ワールド』
本作では何食わぬ顔を続けるロキを養母として気にかけ、書物を差し入れたり、アスガルドにやって来たジェーン・フォスターをソーの恋人として歓迎するなど人間性豊かな女性として描写され、劇中でロキに魔法を教えたことも明かされる。
投獄されながらも横柄な態度をとるロキの更生を信じて彼に接し、ソーが紹介したジェーンとも交流するが、“ダーク・エルフ”が“エーテル”を狙って攻め込んできた際には、魔法でジェーンを守り、マレキス相手に剣技で善戦し追い詰めた。しかし、“カース”と化したアルグリムによって命を奪われてしまう。
ダーク・エルフの一時撤退後、ソーたちや数多くのアスガルド人が参列し、彼女の葬儀がしめやかに営まれた。
『アベンジャーズ/エンドゲーム』
本作では2013年時のダーク・エルフ侵攻直前の頃の彼女が再登場する。ロケットと共に2023年の未来から来訪したソーと出会い、当時の彼ではないと気付きながらも彼と交流し、心身共に変わり果てたソーを励まして奮い立たせた。しかし、この直後に自身の身に訪れる運命についてソーが打ちあけようとすると敢えて聞くことはなく、ムジョルニアとリアリティ・ストーンを入手して未来に帰還するソーを見送る。
『ホワット・イフ...?』シーズン1第7話
アース72124におけるフリッガが登場。

## その他のメディア

### テレビアニメ
- 『スーパー・ヒーロー・ギャング』：シーズン2 第36話『Lo, How the Mighty Hath Abdicated!』に登場。グレイ・デリスルが声をあてた。
- 『アベンジャーズ・アッセンブル』：シーズン2第37話『技術の使い道』（原題：『Downgraded』）にヴァン神族の長として登場。ジェニファー・ヘイルが声をあてた[15]。

### モーションコミック
- 『Thor & Loki: Blood Brothers』：デボラ・ジェーン・マッキンリーが声をあてた[16]。